# Nara bugyō
Les Nara bugyō (奈良奉行) sont des fonctionnaires du shogunat Tokugawa durant l'époque d'Edo du Japon. Les nominations à cette importante fonction sont généralement réservées aux fudai daimyo, mais cette position compte parmi les postes supérieurs administratifs ouverts à ceux qui ne sont pas daimyos. Les interprétations classiques traduisent ces titres japonais par « commissaire », « surveillant » ou « gouverneur ».
Ce titre du bakufu désigne un fonctionnaire responsable de l'administration de la ville capitale pré-Heian de Nara. Le nombre de titulaires simultané de la fonction peut varier au fil du temps.

## Ville shogunale
Durant cette période, Nara se développe suffisamment pour être classée parmi les plus grands centres urbains, dont certains sont désignés « ville shogunale ». Le nombre de ces villes a augmenté de trois à onze sous l'administration des Tokugawa.

### Sources
- William G. Beasley, Select Documents on Japanese Foreign Policy, 1853-1868, Londres, Oxford University Press, 1955 (réimpr. RoutledgeCurzon, Londres, 2001) (ISBN 0-19-713508-0 et 978-0-19-713508-2, lire en ligne).
- Louis Cullen, A History of Japan, 1582-1941 : Internal and External Worlds, Cambridge, Cambridge University Press, 2003 (ISBN 0-521-82155-X et 0-521-52918-2, lire en ligne).